# 通州区青少年活动中心
39°53′32″N 116°39′58″E / 39.8921142°N 116.6661969°E
通州区青少年活动中心是北京市通州区教育委员会所属校外教育机构。始建于1957年，曾命名为通县少年之家、少年宫。2016年，有在编教师76人。开设声乐、舞蹈、乐器、书法、美术、模型、电子、机器人、科技制作、棋类、武术、跆拳道等30个培训专业；向本区中小学生开展艺术、科技、体育等教育活动。曾荣获“中国青少年社会教育‘银杏奖’优秀团队奖”、“首都文明单位” 、“首都绿化美化花园式单位”和“北京市校外教育先进集体”等荣誉称号。
2016年6月，区教委计划投入2亿元，为其建设包含一栋地上4层青少年活动中心和一个2层地下室的，总建筑面积40000平方米的新楼。预计将在2018年6月竣工。